# 24-cm-Kanone L/35
Die 24-cm-Kanone L/35 (auch 24-cm-K L/35) wurde als Schiffsgeschütz Ende des 19. Jahrhunderts entwickelt. Das Geschütz fand als Hauptbewaffnung für Kriegsschiffe und Küstenbatterien Verwendung. Es wurde von der deutschen Kaiserlichen Marine, der argentinischen Marine, dem Osmanischen Reich und der österreich-ungarischen Marine eingesetzt. Kanonen der Kaiserlichen Marine fanden als Schiffsgeschütze und Küstengeschütze Verwendung. Vor dem Zweiten Weltkrieg wurden sechs zu Eisenbahngeschützen umgebaut.

## Geschichte
Im Jahr 1888 wurde bei Krupp die 24-cm-K L/35 entwickelt. Unmittelbar danach wurde die Fertigung für die Ausrüstung von zwei Schiffsklassen zur Küstensicherung der Kaiserlichen Marine begonnen. Es handelte sich dabei nicht um eine nachmals so bezeichnete Schnellladekanone, sondern um eine übliche Mantelringkanone, die noch keine Messinghülsen als Liderung gebrauchte, sondern herkömmlich mit Treibladungen in Seidenbeuteln (Chargierungen) bestückt wurde. Entsprechend war die Feuergeschwindigkeit aufgrund des relativ geringen Kalibers mit zwei Schuss/min zwar hoch, aber verglichen mit dem ab 1895 eingeführten Nachfolgegeschütz 24 cm SK L/40 mit bis zu fünf Schuss/min deutlich geringer.
Krupp verkaufte das Geschütz auch an Argentinien, wo zwei Küstenpanzerschiffe damit bestückt wurden und an Österreich-Ungarn. Dort wurde eine Kreuzer-Klasse und ein einzelner gepanzerter Kreuzer damit ausgerüstet. Das Osmanische Reich armierte einige Jahre später Panzerschiffe und Küstenbefestigungen damit. Ebenso nutzte China das Modell zur Bestückung von Fortifikiationsanlagen.

## Einsatz

### Schiffsgeschütze

Das Küstenpanzerschiff Odin

Die 24-cm-K L/35 war die Hauptbewaffnung der deutschen Küstenpanzerschiffe der Siegfried-Klasse. Diese Klasse bestand aus acht Schiffen mit einer ungewöhnlichen Anordnung der Hauptbewaffnung. Die Schiffe, mit einer Konstruktionsverdrängung von 3500 Tonnen, waren eine Lösung, die im Budget der Kaiserlichen Marine zu dieser Zeit möglich war.
Um vorne zwei 24-cm-Geschütztürme MPL C/88 unterzubringen, mussten diese nebeneinander platziert werden. Ein weiterer Turm wurde am Heck platziert.
Die beiden letzten Schiff der Klasse (Odin und Ägir) hatten eine leicht erhöhte Konstruktionsverdrängung von 3550 Tonnen und waren mit dem Turmmodell MPL C/93 ausgestattet.
Die argentinische Marine rüstete zwei Schiffe der Independencia-Klasse mit dem Geschütz aus. Je ein Geschützturm vorne und einer hinter dem Aufbau.
Bei der k.u.k. Marine stellte die 24-cm-K L/35 die Hauptbewaffnung der Kreuzer der Kaiser-Franz-Joseph-I-Klasse und der Kaiserin und Königin Maria Theresia. Die beiden Schiffe der Kaiser-Franz-Joseph-I-Klasse und die Kaiserin und Königin Maria Theresia hatten eine klassische Bewaffnung mit einem Geschützturm vorne und einem hinter den Aufbauten.

### Küstenartillerie

#### Deutsches Kaiserreich
Mit dem Seegefecht bei Helgoland im Jahr 1914 erkannte das deutsche Oberkommando, wie ungeschützt die deutsche Nordseeküste war. Man begann umgehend mit dem Ausbau der Befestigungen auf den Nordseeinseln und anderen Küstenabschnitten und errichtete Stellungen für schwere Geschütze.
Während des Jahres 1916 wurden die Schiffe der Siegfried-Klasse außer Dienst gestellt und die Geschütze wurden ausgebaut. Die 24-cm-K L/35 aus diesen Schiffen wurde für die Bestückung von Batterien zum Küstenschutz verwendet. Drei Geschütze erhielt die „Batterie Bremen“ auf Norderney, die ihren Leitstand auf der Marienhöhe hatte. Norderney blieb mit diesen Geschützen bis 1933 ein Marine-Artillerie-Stützpunkt. Im Rahmen der Wiederaufrüstung der Gründung der Wehrmacht wurden die Seegeschütze gegen schwere Flugabwehrgeschütze ausgetauscht. Auf Sylt wurden drei weitere Geschütze in der „Batterie S1“ stationiert. Sie verblieben bis in die 30er Jahre dort.

### Argentinien
In Argentinien bestückten die vormaligen Schiffsgeschütze die „Batterie No 4“ der Marinebasis Puerto Belgrano.

### Osmanisches Reich
Von den 30 an das Osmanische Reich verkauften Geschützen kamen einige gegen die alliierten Landungstruppen bei Gallipoli zum Einsatz. Davon wurden acht Stück bei der Modernisierung 1894 auf den vier alten Panzerschiffen der Osmaniye-Klasse installiert.

### Kaiserreich China
China rüstete u. a. die Taku-Forts mit diesem Modell aus. Einige der dort genutzten Waffen blieben erhalten und sind museal ausgestellt.

## Eisenbahn-Artillerie
Anfang 1937 wurden die sechs Geschütze, die in den Batterien auf Norderney und Sylt platziert waren, im Rahmen der deutschen Wiederaufrüstung bis 1939 in Eisenbahngeschütze umgebaut. Hier wurden diese als 24-cm-Theodor-Bruno-Kanone (E) bekannt. Vier dieser Geschütze waren ab 1941 im Raum Cherbourg stationiert und wurden im Juni 1944 bei den Kämpfen um die Stadt und den Hafen zerstört.